# Copenhagen Towers 2014
Questa voce raccoglie le informazioni riguardanti i Copenhagen Towers nelle competizioni ufficiali della stagione 2014.

## Nationalligaen 2014

### Stagione regolare
| Gentofte 5 aprile 2014, ore 14:00 1ª giornata | Copenhagen Towers | 46 – 0 referto | Esbjerg Hurricanes | Gentofte Sportspark |

| Gentofte 11 aprile 2014, ore 19:00 2ª giornata | Copenhagen Towers | 50 – 0 (a tavolino) referto | Amager Demons | Gentofte Sportspark |

| Viby J 24 maggio 2014, ore 14:00 7ª giornata | Aarhus Tigers | 20 – 42 referto | Copenhagen Towers | Bøgeskov Idrætsanlæg |

| Esbjerg 14 giugno 2014, ore 14:00 8ª giornata | Esbjerg Hurricanes | 0 – 72 referto | Copenhagen Towers | Skibhøj Idrætsanlæg |

| Gentofte 21 giugno 2014, ore 14:00 9ª giornata | Copenhagen Towers | 32 – 6 referto | Triangle Razorbacks | Gentofte Sportspark |

| Nærum 28 giugno 2014, ore 14:00 10ª giornata | Søllerød Gold Diggers | 0 – 26 referto | Copenhagen Towers | Rundforbi Stadion |

| Kastrup 9 agosto 2014, ore 14:00 12ª giornata | Amager Demons | 6 – 31 referto | Copenhagen Towers | Tårnby Stadion |

| Gentofte 31 agosto 2014, ore 14:00 15ª giornata | Copenhagen Towers | 50 – 0 (a tavolino) referto | Odense Swans | Gentofte Sportspark |

| Odense 7 settembre 2014, ore 14:00 16ª giornata | Odense Swans | 0 – 54 referto | Copenhagen Towers | Hjalleseskolen |

| Gentofte 13 settembre 2014, ore 14:00 17ª giornata | Copenhagen Towers | 0 – 22 referto | Aarhus Tigers | Gentofte Sportspark |

### Playoff
| Gentofte 27 settembre 2014, ore 14:00 Semifinale | Copenhagen Towers | 33 – 8 referto | Søllerød Gold Diggers | Gentofte Sportspark |

| Randers 11 ottobre 2014, ore 15:00 Mermaid Bowl | Copenhagen Towers | 26 – 3 referto | Aarhus Tigers | AutoC Park Randers |

## IFAF Europe Champions League 2014

### Stagione regolare
| 3 maggio 2014 3ª giornata | Carlstad Crusaders | 34 – 24 (7-6 14-11 6-0 7-7) | Copenhagen Towers |  |

| 17 maggio 2014 4ª giornata | Copenhagen Towers | 20 – 30 (0-7 14-7 6-10 0-6) | Örebro Black Knights |  |

## Statistiche di squadra
| Competizione         | %Vittorie | In casa | In casa | In casa | In casa | In casa | In casa | In trasferta | In trasferta | In trasferta | In trasferta | In trasferta | In trasferta | Totale | Totale | Totale | Totale | Totale | Totale |
| Competizione         | %Vittorie | G       | V       | N       | P       | Pf      | Ps      | G            | V            | N            | P            | Pf           | Ps           | G      | V      | N      | P      | Pf     | Ps     |
| -------------------- | --------- | ------- | ------- | ------- | ------- | ------- | ------- | ------------ | ------------ | ------------ | ------------ | ------------ | ------------ | ------ | ------ | ------ | ------ | ------ | ------ |
| NL Stagione regolare | .900      | 5       | 4       | 0       | 1       | 178     | 28      | 5            | 5            | 0            | 0            | 225          | 26           | 10     | 9      | 0      | 1      | 403    | 54     |
| NL Playoff           | 1.000     | 2       | 2       | 0       | 0       | 59      | 11      | 0            | 0            | 0            | 0            | 0            | 0            | 2      | 2      | 0      | 0      | 59     | 11     |
| CL Stagione regolare | .000      | 1       | 0       | 0       | 1       | 20      | 30      | 1            | 0            | 0            | 1            | 24           | 34           | 2      | 0      | 0      | 2      | 44     | 64     |
| Totale               | .786      | 8       | 6       | 0       | 2       | 257     | 69      | 6            | 5            | 0            | 1            | 249          | 60           | 14     | 11     | 0      | 3      | 506    | 129    |